# Schwing Stetter
Schwing Stetter GmbH, con sede en Memmingen, Alta Suabia, es un fabricante de hormigoneras y sistemas de transporte de hormigón. Con más de 600 empleados en la sede de Memmingen, Schwing Stetter es una de las mayores empresas de la ciudad. En 1982, fue adquirida por la compañía Schwing e integrada en el Grupo como una compañía independiente.  Stetter es actualmente el mayor productor mundial de mezcladoras de camiones.

## Historia

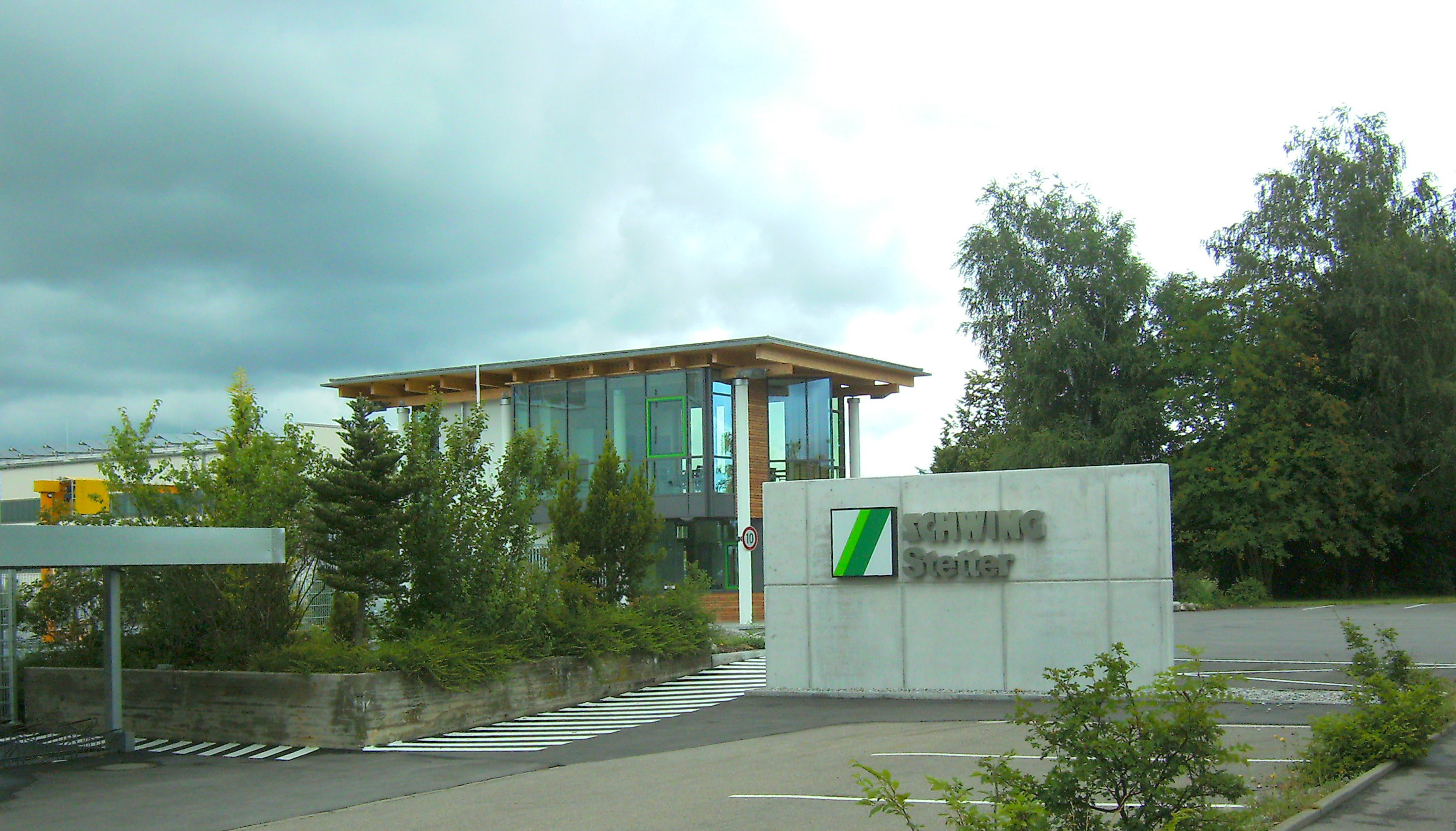
Sede de Schwing Stetter

La oficina central se encuentra en Memmingen. En 1945, la empresa Stetter, especializada en hormigoneras, se desarrolló a partir de una antigua fragua. El primer hormigonera de transporte sobre un chasis de camión Magirus-Deutz fue presentado en la Feria de Hannover en 1958. Mediante desarrollos tales como accionamiento hidráulico integrado, accionamiento directo, forma de tambor especial, diseño de espirales en el área de salida y enfriador de aceite integrado y sistemas de filtrado , Stetter GmbH aseguró un estado importante en la industria. Ya a finales de los años sesenta, eran el líder del mercado en la sucursal y más de 50,000 mezcladores de transporte se vendieron entre 1958 y 1994. Los mezcladores de concreto están construidos sobre el chasis de más de 15 diferentes fabricantes de vehículos en hasta 300 diseños diferentes. La adaptación a las directrices y métodos de trabajo específicos de cada país hacen necesaria esta diversidad. 
En 1982, la compañía fue tomada por Schwing. Hasta este momento, Schwing produjo cabrestantes de construcción, montacargas de construcción, grúas torre móviles, grúas de escalada universales, máquinas de movimiento de tierras, hormigoneras y mezcladores de mortero y vio una adición sensata a su gama de productos en Stetter GmbH. La empresa fue elegida como una forma de negocios. Las divisiones existentes en el sitio de Memmingen se conservaron y el negocio se continuó como de costumbre. De esta forma, Stetter GmbH conservó su propio departamento de investigación y desarrollo específicamente para los productos en el mercado, el departamento de personal y su propia administración. 

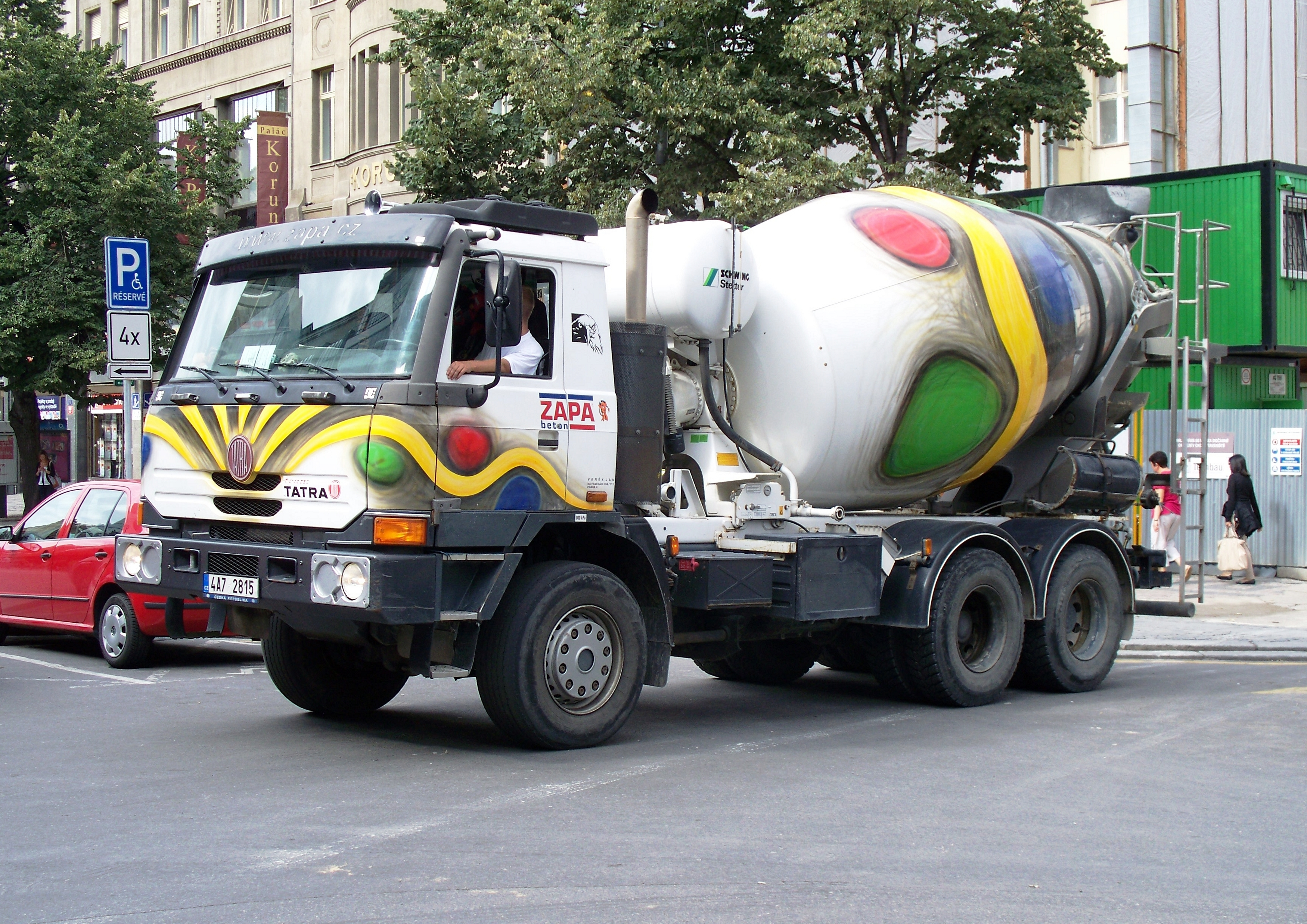
Un mezclador de hormigón de Schwing Stetter en el chasis de la cabina de un Tatra 815

La compañía fabrica mezcladoras de concreto, plantas mezcladoras de concreto móvil y sólido y plantas de procesamiento de concreto residual en la planta de Memmingen. Las mezcladoras de camiones Stetter se ofrecen en cuatro clases diferentes, BasicLine de serie, LightLine como mezcladora especialmente de bajo peso, Heavy DutyLine para uso intensivo y para carga particularmente alta es la línea de remolque. Con los mezcladores de concreto, el concreto se mezcla completamente en la composición indicada y se carga directamente. Debido a la mayor conciencia ambiental de la población y la industria, para la reducción de costos y las regulaciones oficiales, fue necesario desarrollar plantas de procesamiento para concreto residual.

## Sucursales
En Austria, Francia, Turquía, Rusia, China, India y EE. UU., se establecieron sucursales.